# Liste des clubs de golf très exclusifs

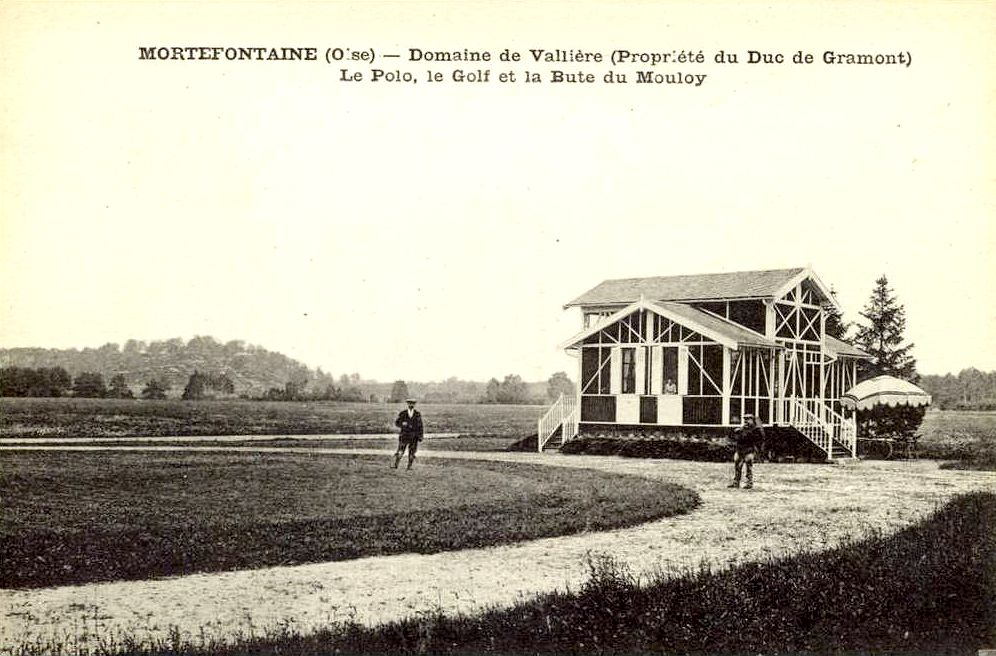
Mortefontaine (Oise) Domaine de Vallière. Le Polo, le Golf et la Bute du Moulay.

Cette liste des clubs de golf très exclusifs regroupe principalement des clubs de golf qui s'abritent derrière une certaine réserve, empreinte de tradition. Ces clubs n'acceptent que les membres et leurs invités et les greens-fees (s'ils sont acceptés) n'y sont généralement que tolérés. 

## Belgique
- Royal Golf Club du Château Royal d'Ardenne[3] 1895
- Royal Golf Club de Belgique (Ravenstein)[4] 1906

## Canada
- Laval-sur-le-Lac 1917
- Golf du domaine Laforest 2002
- Golf club de Memphrémagog 2007
- The National Golf Club of Canada (en)[5] 1975
- Mount Bruno Golf Club (en) 1918

## Écosse
- Muirfield

## Espagne

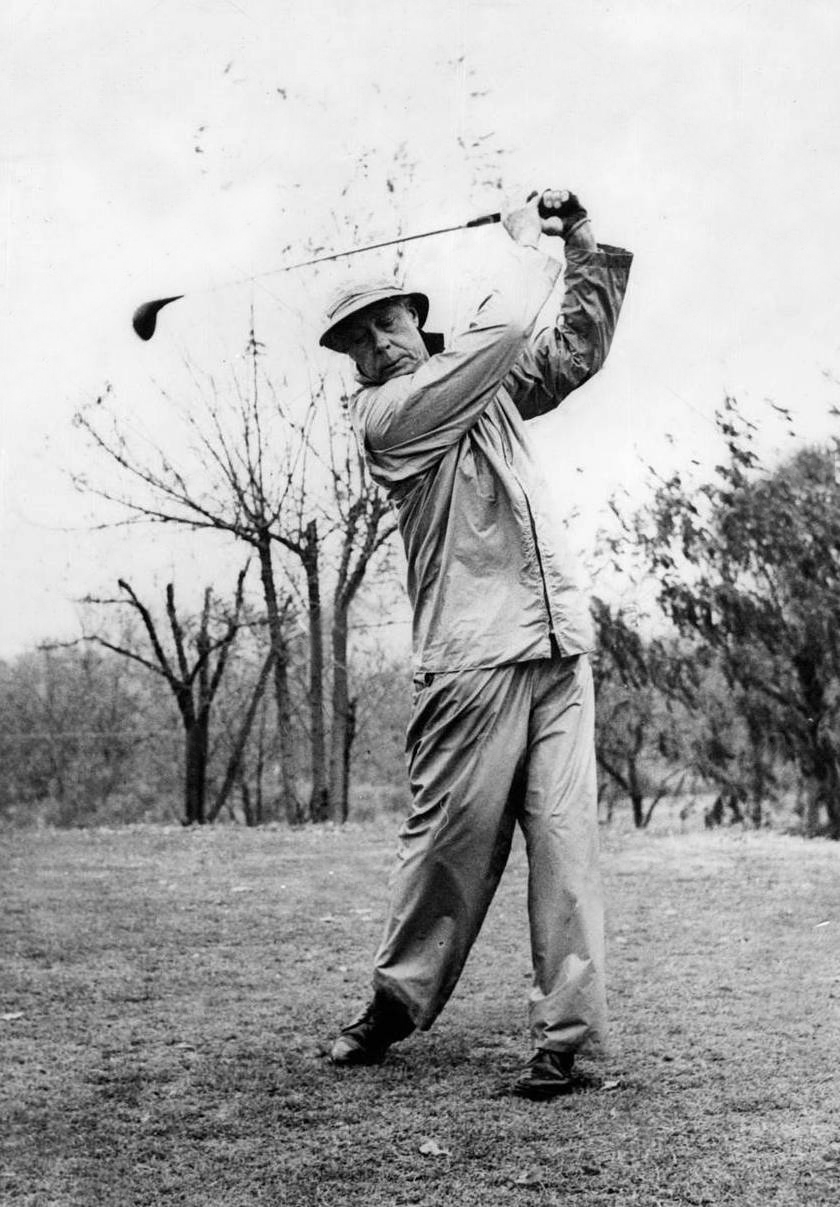
Le duc de Windsor jouant au golf à Puerta de Hierro sous une pluie battante, 1960

- Real Club de la Puerta de Hierro[6] 1895
- Real Club Valderrama 1974
- La Zagaleta

## France
- Golf de Morfontaine[7] 1913
- Prince de Provence[8] 1999
- Les Bordes Golf International
- Golf de Saint-Cloud
- Golf de Saint-Nom-la-breteche

## États-Unis
- Augusta National Golf Club[9] 1933
- Cypress Point
- Pine Valley Golf Club (en)

## Japon
- Koganei Golf Club[10] 1937